# Seguidores fantasmas
Seguidores fantasmas, também conhecidos como contas fantasmas, são usuários que, embora registrados em plataformas de redes sociais como Twitter (atual X) e Instagram, permanecem inativos. Eles seguem outros usuários ativos, mas não interagem com o conteúdo postado, seja por meio de curtidas, comentários, mensagens ou postagens próprias. Essas contas podem ser criadas tanto por indivíduos quanto por bots sociais.

## Fraudes de seguidores fantasmas
Existem muitos seguidores fantasmas que são, na verdade, contas criadas por golpistas. Eles criam perfis fictícios e os utilizam para enganar e fraudar outros usuários.

## Compra de seguidores
Há serviços comerciais que oferecem a possibilidade de comprar seguidores no Instagram, sendo que a maioria desses seguidores são contas fantasmas. Esses seguidores são remunerados para seguir outras contas, mas não têm a obrigação de interagir com elas. Isso permite que pessoas ou empresas que buscam visibilidade [en] aumentem rapidamente o número de seguidores, dando a impressão de serem populares ou "tendência [en]". Um exemplo disso é a empresa Rantic (anteriormente conhecida como "SocialVEVO" e "Swenzy"), que conseguiu aumentar o número de seguidores do Twitter do Daily Dot de 48.000 para 122.000 em apenas quatro dias. Essa popularidade artificial pode atrair usuários "voluntários". No entanto, essa estratégia pode se voltar contra o usuário se o uso de seguidores fantasmas for descoberto. Segundo Olivier Blanchard, a menos que o objetivo seja apenas parecer popular, a compra de seguidores fantasmas não contribui para o alcance de objetivos de negócios, exceto talvez como uma forma de mercância de marca.
Em janeiro de 2018, o New York Times publicou um artigo descrevendo o negócio da empresa Devumi, que consiste na venda de seguidores fantasmas no Twitter. O artigo também mencionou vários dos clientes da Devumi.